# Microrbinia
Microrbinia is een geslacht van borstelwormen uit de familie van de Orbiniidae.

## Soorten
- Microrbinia linea Hartman, 1965

### Synoniemen
- Microrbinia lineata => Microrbinia linea Hartman, 1965